# József Szendrei
József Szendrei (ur. 15 kwietnia 1954 w Karcag) – węgierski piłkarz grający na pozycji bramkarza.

## Kariera klubowa
Karierę piłkarską Szendrei rozpoczął w Szolnoku, w tamtejszym klubie Szolnoki MÁV MTE. W 1972 roku zadebiutował w jego barwach w drugiej lidze węgierskiej. W 1974 roku został wypożyczony do Kossuth KFSE z miasta Szentendre i grał w nim przez 2 lata. W 1976 roku wrócił do Szolnoki MÁV MTE, w którym grał do 1980 roku. Wtedy też odszedł do pierwszoligowego zespołu, Nyíregyháza VSSC. Po sezonie gry w tym klubie został zawodnikiem Újpestu Budapeszt. W 1982 roku osiągnął swój pierwszy sukces w karierze, gdy zdobył z Újpestem Puchar Węgier. W 1983 roku zdobył go ponownie, a w 1984 roku dotarł z Újpestem do ćwierćfinału Pucharu Zdobywców Pucharów. W sezonie 1986/1987 znów zdobył krajowy puchar, a także wywalczył wicemistrzostwo kraju.
Latem 1987 roku Szendrei został bramkarzem Málagi i przez rok grał w Segunda División. W 1988 roku przeszedł do pierwszoligowego Cádizu CF. W Primera División zadebiutował 12 marca 1989 w przegranym 0:1 wyjazdowym spotkaniu z Realem Oviedo. W Cádizie grał do 1992 roku, czyli do końca swojej kariery.

## Kariera reprezentacyjna
W reprezentacji Węgier Szendrei zadebiutował 11 grudnia 1985 roku w wygranym 3:1 towarzyskim spotkaniu z Algierią. W 1986 roku został powołany przez selekcjonera Györgya Mezeyego do kadry na Mistrzostwa Świata w Meksyku. Na tym turnieju rozegrał jedno spotkanie, wygrane 2:0 z Kanadą. Od 1985 do 1988 roku rozegrał w kadrze narodowej 10 meczów.